# 7형 경전차 A17 테트라크
7형 경전차 A17 테트라크(Light Tank Mk VII (A17))는 영국이 제2차 세계 대전 중에 개발한 경전차로 주로 수색용으로 사용되었으나, 1944년 6월 노르망디 상륙작전 때 공수부대가 주로 사용했다.

## 개발
- 1938년, 빅커스-암스트롱 사에서 시험형 개발
- 1940년, 생산 개시, 경전차로서 빈약한 성능 때문에 생산이 중단됨.
- 1941년 공수부대용으로 생산 재개
- 1943년, 테트라크(Tetrarch)라는 이름이 부여됨

## 실전 기록
- 소수의 전차가 1942년 마다카스카르 전투에 투입되었다.
- 6공수사단 소속 공수기갑정찰연대인 1944년 노르망디 상륙작전 중에 하밀카르 대형 글라이더로 수송되어 오르네 강에 투입되었다.
- 1945년 3월 24일, 라인강 도하.
- 약 20대의 테트라크 전차가 소비에트 연방에 원조되어 훈련용으로 사용중인 모습이 촬영되었다.(photographed)

## 파생형
- 테트라크 I CS : 근접 화력 지원형으로 3인치 곡사포를 탑재.
- 테트라크 DD : 한 대의 테트라크 전차가 1941년 6월에 상륙용 전차로 개조되어 시험되었다. 테스트는 성공적으로 끝났고, 이때 사용된 장비가 밸런타인 보병전차와 M4 셔먼에 적용되었다.
- 해리 홉킨스

## 같이 보기
- M22 로커스트